# Juan Garro
Juan Fernando Garro (Tunuyán, 24 novembre 1992) è un calciatore argentino, attaccante dell'Atlético Grau.

## Caratteristiche tecniche
È un centravanti.

## Carriera
Cresciuto nelle giovanili del Godoy Cruz, debutta in prima squadra il 3 aprile 2011 subentrando al 78' a Rodrigo Salinas nel match vinto per 3-1 contro l'Huracán.
Segna la sua prima rete l'8 aprile 2012, portando momentaneamente avanti i suoi a fine primo tempo nel match pareggiato 1-1 contro il Newell's Old Boys.